# Municipio de Fawn Lake
El municipio de Fawn Lake (en inglés: Fawn Lake Township) es un municipio ubicado en el condado de Todd en el estado estadounidense de Minnesota. En el año 2010 tenía una población de 555 habitantes y una densidad poblacional de 6,01 personas por km².En el año 2020 tenía una población de 538 habitantes.

## Geografía
El municipio de Fawn Lake se encuentra ubicado en las coordenadas 46°14′7″N 94°42′42″O / 46.23528, -94.71167. Según la Oficina del Censo de los Estados Unidos, el municipio tiene una superficie total de 92.33 km², de la cual 89,14 km² corresponden a tierra firme y (3,46 %) 3,19 km² es agua.

## Demografía
Según el censo de 2010, había 555 personas residiendo en el municipio de Fawn Lake. La densidad de población era de 6,01 hab./km². De los 555 habitantes, el municipio de Fawn Lake estaba compuesto por el 97,3 % blancos, el 0,18 % eran afroamericanos, el 0,18 % eran amerindios, el 1,8 % eran de otras razas y el 0,54 % eran de una mezcla de razas. Del total de la población el 3,24 % eran hispanos o latinos de cualquier raza.